# 隆戴尔的电报员
《隆戴尔的电报员》（英語：The Lonedale Operator）是一部1911年的美国无声劇情片，由大衛·格里菲斯执导，比奥格拉夫电影公司出品，时长17分钟。
该片的女主角是隆戴尔站电报室工作人员的女儿，她在他父亲生病时接替了他的工作。镇上矿场的钱被送到站上后，两个流浪汉打算偷走这笔钱。女主角及时发电报叫来了帮忙的人，同时成功地吓住了劫匪。
当时大多数影片故事发生的场所均在一地，而该片穿插了三个场景：电报室、车站外的劫匪、前来营救的火车。1911年的观众并不熟悉这种编辑手法，不过剧情中电报求救的情节能使他们理解这样安排的用意。该片亦因大衛·格里菲斯使用特写镜头闻名。影片中对女孩使用吓退劫匪的钳子进行了特写镜头拍摄，这在当时是很少见的。
纽约現代藝術博物館藏有这部影片，该片在2005年被数码化。